# Zwitserse chocolade

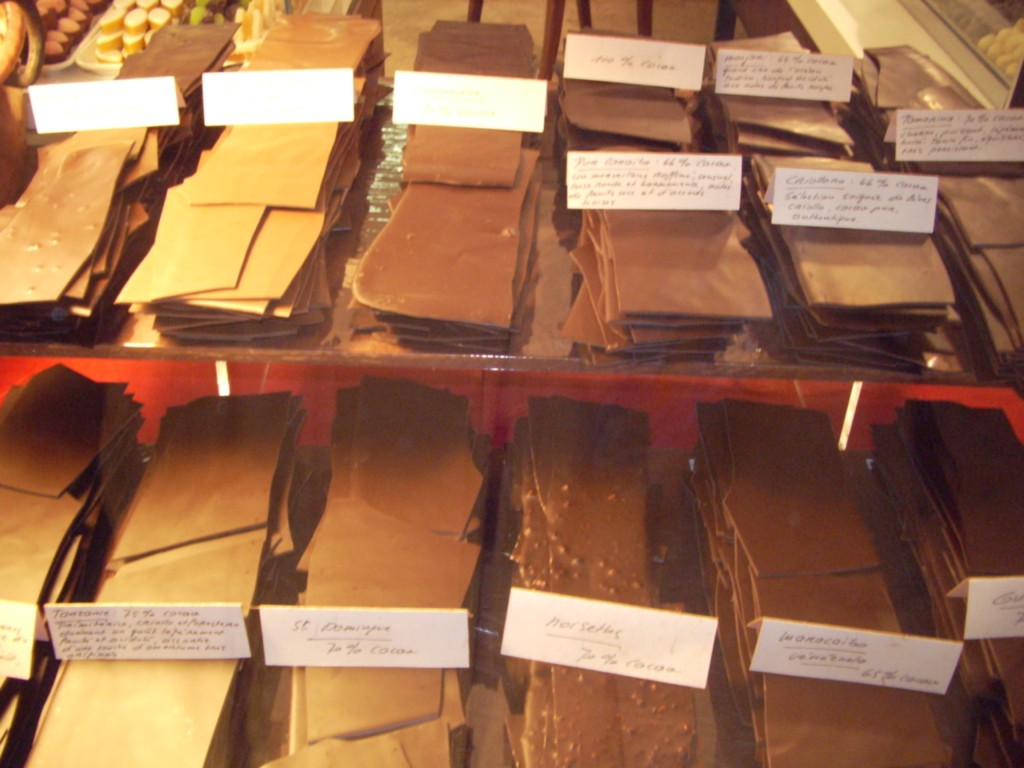
Chocolade in een winkeletalage in Neuchâtel

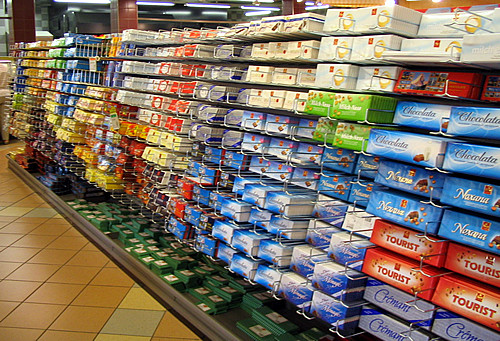
Zwitserse chocolade in een supermarkt

Zwitserse chocolade is chocolade die in Zwitserland wordt gefabriceerd. Zwitserse chocolade draagt samen met de horloge-industrie en machinebouw bij aan de goede naam die Zwitserse producten in het buitenland genieten.
Chocolade is in Europa sinds de 16e eeuw bekend. Vanaf de 18e eeuw werd chocolade slechts in een handvol kleine bedrijven in het Zwitserse kanton Ticino en in het laagland langs het Meer van Genèvevervaardigd.
In 1819 stichtte François-Louis Cailler (1796-1852) de maatschappij Cailler op, die aanvankelijk cacaopoeder en chocolade produceerde. Kort daarna vestigde hij de eerste Zwitserse chocoladefabriek, namelijk de chocoladefabriek van Broc.

## Stichtingsjaren van bekende Zwitserse chocoladefabrieken
- 1817: François-Louis Cailler in Vevey en later de bouw van de chocoladefabriek van Broc (later Nestlé)
- 1826: Suchard in Serrières (later Mondelēz International)
- 1826: Favarger in Genève
- 1830: Charles-Amédée Kohler in Lausanne (later Nestlé)
- 1845: Sprüngli in Zürich
- 1842: Maestrani in Luzern
- 1856: Klaus in Le Locle
- 1867: Daniel Peter in Lausanne (later Nestlé)
- 1879: Rudolf Lindt in Bern
- 1887: Frey in Aarau (later Migros)
- 1899: Tobler in Bern (Berner Chocolade-Fabrik Tobler & Co., later Mondelēz International), waaronder het handelsmerk Toblerone valt.
- 1929: Camille Bloch in Courtelary

Met de uitvinding van melkchocolade door Daniel Peter en fondantchocolade door Rudolf Lindt verwierf de Zwitserse chocolade tegen het midden van de 19e eeuw bekendheid in heel Europa. In 1930 begon Nestlé witte chocolade te produceren.

## Afzetgebieden
Vanaf het eind van de 19e eeuw tot aan de Eerste Wereldoorlog produceerde de Zwitserse chocolade-industrie vooral voor de export. Op grond van handelsbeperkingen die de bedrijven na de Tweede Wereldoorlog belemmerden, begonnen de Zwitserse producenten met productie van chocolade in de exportlanden zelf.
De binnenlandse markt is het grootste afzetgebied voor chocolade die in Zwitserland vervaardigd wordt (54% in 2000), waarbij het jaarlijkse chocoladegebruik in Zwitserland per hoofd tot het hoogste ter wereld behoort (11,6 kg in 2004).
Volgens Chocosuisse, de vereniging van de Zwitserse chocoladeproducenten, bedroeg de vervaardiging van chocolade in Zwitserland in 2004 148.270 ton, waarvan 53% geëxporteerd werd (20% naar Duitsland, 11% elk naar Frankrijk en het Verenigd Koninkrijk en 13% naar Noord-Amerika). De omzet van de Zwitserse chocoladebedrijven is in hetzelfde jaar 1365 miljoen Zwitserse franken (814 miljoen CHF binnenlands, 551 miljoen CHF buitenlands)

## Structuur van de Zwitserse chocoladebedrijven
In 1901 verenigden de Zwitserse chocoladeproducenten zich onder het dak van die Union libre des fabricants suisses de chocolat. De vereniging werd in 1916 in twee afdelingen opgedeeld - de Chambre syndicale des fabricants suisses de chocolat en de Convention chocolatière suisse. De voormalige "Chambre syndicale" - die vandaag als Chocosuisse bekendstaat, beschermt de belangen van de ondernemingen in het chocoladebedrijf. De Convention chocolatière hield toezicht op het gehalte van Zwitserse chocolade en het prijsbeleid van het bedrijf. Dit werd in 1994 ontbonden.